# Valence Romans Agglo
La communauté d'agglomération Valence Romans Agglo est une communauté d'agglomération française située dans le département de la Drôme, au sud de la région Auvergne-Rhône-Alpes.

## Histoire
La communauté d'agglomération Valence Romans Agglo a été créée par un arrêté du préfet de la Drôme pris le 14 novembre 2016, à la suite de la loi no 2015-991 du 7 août 2015 portant nouvelle organisation territoriale de la République, dite « loi NOTRe », et du schéma départemental de coopération intercommunale arrêté le 25 mars 2016. Elle est formée par fusion de deux structures intercommunales : la communauté d'agglomération Valence-Romans Sud Rhône-Alpes (51 communes) et la communauté de communes de la Raye (5 communes).

## Territoire communautaire

### Géographie
La communauté d'agglomération se veut un passage entre l'Europe du Nord et l'Europe du Sud : elle est proche du carrefour géographique entre les sillons alpin et rhodanien, au sein de la région Auvergne-Rhône-Alpes.
Traversée par le 45e parallèle qui passe entre Valence et Romans-sur-Isère, la communauté d'agglomération est avec Valence la « porte du Midi de la France ». Elle bénéficie d'un climat semi-continental avec des influences méditerranéennes.

### Composition
La communauté d'agglomération est composée des 54 communes suivantes :

| Nom                          | Code Insee | Gentilé            | Superficie (km2) | Population (dernière pop. légale) | Densité (hab./km2) |
| ---------------------------- | ---------- | ------------------ | ---------------- | --------------------------------- | ------------------ |
| Valence (siège)              | 26362      | Valentinois        | 36,69            | 64 288 (2022)                     | 1 752              |
| Alixan                       | 26004      | Alixanais          | 28,28            | 2 698 (2022)                      | 95                 |
| Barbières                    | 26023      | Barbiérois         | 14,4             | 1 138 (2022)                      | 79                 |
| Barcelonne                   | 26024      | Barcelonnais       | 8,28             | 341 (2022)                        | 41                 |
| La Baume-Cornillane          | 26032      | Balmois            | 14,42            | 452 (2022)                        | 31                 |
| La Baume-d'Hostun            | 26034      | Baumois            | 8,46             | 594 (2022)                        | 70                 |
| Beaumont-lès-Valence         | 26037      | Beaumontois        | 17,61            | 4 272 (2022)                      | 243                |
| Beauregard-Baret             | 26039      | Beauregardois      | 23,44            | 902 (2022)                        | 38                 |
| Beauvallon                   | 26042      | Beauvallonnais     | 3,12             | 1 638 (2022)                      | 525                |
| Bésayes                      | 26049      | Bésayens           | 9,53             | 1 309 (2022)                      | 137                |
| Bourg-de-Péage               | 26057      | Péageois           | 13,71            | 9 777 (2022)                      | 713                |
| Bourg-lès-Valence            | 26058      | Bourcains          | 20,3             | 19 872 (2022)                     | 979                |
| Chabeuil                     | 26064      | Chabeuillois       | 41,07            | 6 860 (2022)                      | 167                |
| Le Chalon                    | 26068      | Chalonnais         | 8,38             | 200 (2022)                        | 24                 |
| Charpey                      | 26079      | Charpenois         | 15,48            | 1 539 (2022)                      | 99                 |
| Châteaudouble                | 26081      | Châteaudoublois    | 17,37            | 613 (2022)                        | 35                 |
| Châteauneuf-sur-Isère        | 26084      | Châteauneuvois     | 45,57            | 4 159 (2022)                      | 91                 |
| Châtillon-Saint-Jean         | 26087      | Châtillonnais      | 8,82             | 1 299 (2022)                      | 147                |
| Chatuzange-le-Goubet         | 26088      | Goubetois          | 28,24            | 6 375 (2022)                      | 226                |
| Clérieux                     | 26096      | Clérieugeois       | 13,53            | 1 952 (2022)                      | 144                |
| Combovin                     | 26100      | Combovinois        | 35,86            | 472 (2022)                        | 13                 |
| Crépol                       | 26107      | Crépolois          | 11,42            | 527 (2022)                        | 46                 |
| Étoile-sur-Rhône             | 26124      | Étoiliens          | 42,79            | 5 497 (2022)                      | 128                |
| Eymeux                       | 26129      | Eymeusiens         | 9,88             | 1 083 (2022)                      | 110                |
| Génissieux                   | 26139      | Génissoix          | 8,93             | 2 422 (2022)                      | 271                |
| Geyssans                     | 26140      | Geyssanais         | 10,9             | 739 (2022)                        | 68                 |
| Granges-les-Beaumont         | 26379      | Grangeois          | 7,51             | 904 (2022)                        | 120                |
| Hostun                       | 26149      | Hostunois          | 18,24            | 1 048 (2022)                      | 57                 |
| Jaillans                     | 26381      | Jaillanais         | 9,04             | 976 (2022)                        | 108                |
| Malissard                    | 26170      | Malissardois       | 10,17            | 3 303 (2022)                      | 325                |
| Marches                      | 26173      | Marchois           | 11,09            | 867 (2022)                        | 78                 |
| Montéléger                   | 26196      | Montélégeois       | 9,45             | 1 670 (2022)                      | 177                |
| Montélier                    | 26197      | Montéliens         | 24,76            | 4 284 (2022)                      | 173                |
| Montmeyran                   | 26206      | Montmeyranais      | 24,1             | 2 964 (2022)                      | 123                |
| Montmiral                    | 26207      | Montmiralois       | 26,69            | 659 (2022)                        | 25                 |
| Montvendre                   | 26212      | Montvendrois       | 17,24            | 1 283 (2022)                      | 74                 |
| Mours-Saint-Eusèbe           | 26218      | Moursois           | 5,27             | 3 404 (2022)                      | 646                |
| Ourches                      | 26224      | Ourchois           | 9,23             | 286 (2022)                        | 31                 |
| Parnans                      | 26225      | Parnanais          | 11,24            | 701 (2022)                        | 62                 |
| Peyrins                      | 26231      | Peyrinois          | 25,16            | 2 630 (2022)                      | 105                |
| Peyrus                       | 26232      | Peyrusiens         | 10,48            | 576 (2022)                        | 55                 |
| Portes-lès-Valence           | 26252      | Portois            | 14,43            | 10 369 (2022)                     | 719                |
| Rochefort-Samson             | 26273      | Samsonnais         | 24,59            | 1 061 (2022)                      | 43                 |
| Romans-sur-Isère             | 26281      | Romanais           | 33,08            | 33 139 (2022)                     | 1 002              |
| Saint-Bardoux                | 26294      | Bardousiens        | 10,63            | 599 (2022)                        | 56                 |
| Saint-Christophe-et-le-Laris | 26298      | Saint-Christophois | 11,35            | 425 (2022)                        | 37                 |
| Saint-Laurent-d'Onay         | 26310      | Onays              | 6,28             | 157 (2022)                        | 25                 |
| Saint-Marcel-lès-Valence     | 26313      | Saint-Marcelois    | 15,05            | 6 214 (2022)                      | 413                |
| Saint-Michel-sur-Savasse     | 26319      | Saint-Michellois   | 11,11            | 567 (2022)                        | 51                 |
| Saint-Paul-lès-Romans        | 26323      | Saint-Paulois      | 15,77            | 1 927 (2022)                      | 122                |
| Saint-Vincent-la-Commanderie | 26382      | Commandériens      | 13,34            | 619 (2022)                        | 46                 |
| Triors                       | 26355      | Triorais           | 5,65             | 639 (2022)                        | 113                |
| Upie                         | 26358      | Upiens             | 19,53            | 1 532 (2022)                      | 78                 |
| Valherbasse                  | 26210      |                    | 43,57            | 1 020 (2022)                      | 23                 |

### Démographie
| 1968    | 1975    | 1982    | 1990    | 1999    | 2009    | 2014    | 2020    |
| ------- | ------- | ------- | ------- | ------- | ------- | ------- | ------- |
| 157 205 | 172 837 | 181 327 | 190 101 | 199 616 | 212 969 | 217 259 | 223 630 |

## Administration
L'intercommunalité dispose, outre le conseil communautaire, d'un exécutif (le président, les vice-présidents et les conseillers délégués), de commissions thématiques en relation avec ses différentes compétences et de personnels (administratifs, chargés de missions) pour mettre en œuvre ses projets et ses actions. L'actuel président est Nicolas Daragon, maire de Valence. Comparable au conseil municipal des communes, le conseil communautaire se réunit au moins une fois par trimestre pour prendre les décisions sur l’ensemble des dossiers à compétence intercommunale. Les séances sont publiques.

### Siège
À sa création, la communauté d'agglomération siégeait à Alixan. Le siège actuel se trouve à Valence, Espace Jacques Brel - 1, place Jacques Brel.

### Les élus
À la suite des élections municipales de mars 2020, le conseil communautaire sera composé de 112 conseillers, dont la répartition est la suivante :
| Nombre de conseillers | Communes                                                         |
| --------------------- | ---------------------------------------------------------------- |
| 28                    | Valence                                                          |
| 14                    | Romans-sur-Isère                                                 |
| 8                     | Bourg-lès-Valence                                                |
| 4                     | Bourg-de-Péage, Portes-lès-Valence                               |
| 3                     | Chabeuil                                                         |
| 2                     | Chatuzange-le-Goubet, Étoile-sur-Rhône, Saint-Marcel-lès-Valence |
| 1 (+ 1 suppléant)     | les 45 autres communes                                           |

### Présidence
Le président est élu par le conseil communautaire.
| Période                        | Période  | Identité        | Étiquette | Qualité                                                                                 |
| ------------------------------ | -------- | --------------- | --------- | --------------------------------------------------------------------------------------- |
| 7 janvier 2017 (Réélu en 2020) | En cours | Nicolas Daragon | LR        | Maire de Valence (depuis 2014) Conseiller régional d'Auvergne-Rhône-Alpes (depuis 2016) |

L'exécutif est composé de quinze vice-présidents :
| No | Identité              | Qualité                                 | Délégation                                                       |
| -- | --------------------- | --------------------------------------- | ---------------------------------------------------------------- |
| 1  | Marie-Hélène Thoraval | Maire de Romans-sur-Isère               | Attractivité, rayonnement du territoire et industries créatives  |
| 2  | Christian Gauthier    | Maire de Chatuzange-le-Goubet           | Budget et Finances                                               |
| 3  | Marlène Mourier       | Maire de Bourg-lès-Valence              | Culture et patrimoine culturel                                   |
| 4  | Laurent Monnet        | Adjoint au maire de Valence             | Économie                                                         |
| 5  | Geneviève Girard      | Maire de Portes-lès-Valence             | Qualité de vie (dont mobilités et transports, déchets)           |
| 6  | Fabrice Larue         | Maire de Clérieux                       | Aménagement du territoire                                        |
| 7  | Nathalie Nieson       | Maire de Bourg-de-Péage                 | Cycle de l'eau                                                   |
| 8  | Franck Soulignac      | Adjoint au maire de Valence             | Relations avec les communes, communication et relations externes |
| 9  | Karine Guilleminot    | Adjointe au maire de Mours-Saint-Eusèbe | Vie sociale                                                      |
| 10 | Philippe Labadens     | Adjoint au maire de Romans-sur-Isère    | Transition énergétique                                           |
| 11 | Annie-Paule Tenneroni | Adjointe au maire de Valence            | Habitat et logement                                              |
| 12 | Jean-Michel Valla     | Maire de Saint-Marcel-lès-Valence       | Développement rural et alimentation                              |
| 13 | Adem Benchelloug      | Adjoint au maire de Valence             | Sport                                                            |
| 14 | Séverine Bouit        | Maire de Combovin                       | Ressources humaines                                              |
| 15 | Frédéric Vassy        | Maire de Châteauneuf-sur-Isère          | Commande publique et affaires juridiques                         |

### Compétences
L'intercommunalité exerce des compétences qui lui sont déléguées par les communes membres.
À sa création, elle exerçait six compétences obligatoires :
- développement économique : création, aménagement, entretien et gestion de zones d'activité industrielle, commerciale, tertiaire, artisanale, touristique, portuaire ou aéroportuaire ; actions de développement économique ;
- aménagement de l'espace communautaire : schémas de cohérence territoriale et de secteur ; création et réalisation de zones d'aménagement concerté ; organisation des transports urbains ;
- équilibre social de l'habitat : programme local de l'habitat ; opération programmée d'amélioration de l'habitat ; politique du logement social et non social ; action et aide financière en faveur du logement social d'intérêt communautaire ; action en faveur du logement des personnes défavorisées par des opérations d'intérêt communautaire ; amélioration du parc immobilier bâti d'intérêt communautaire ; droit de préemption urbain pour la mise en œuvre de la politique communautaire d'équilibre social de l'habitat ;
- politique de la ville : dispositifs contractuels de développement urbain et local et d'insertion économique et sociale ; plan local pour l'insertion et l'emploi ; contrat urbain de cohésion sociale et rénovation urbaine ;
- aménagement, entretien et gestion des aires d'accueil des gens du voyage.

Les autres compétences exercées sont les suivantes :
- développement et aménagement social et culturel : construction ou aménagement, entretien, gestion d'équipements ou d'établissements culturels, socioculturels, socio-éducatifs et sportifs  d’intérêt intercommunal (patinoire et complexe aquatique) ; culturelles, socio-culturelles et sportives ;
- environnement et cadre de vie : assainissement collectif et non collectif ; collecte et traitement des déchets ménagers et assimilés ; gestion de l'éclairage public; lutte contre les nuisances sonores ;

#### Déchèteries
Valence Romans Agglo est responsable de treize déchèteries.

#### Transports
- Depuis septembre 2012, le réseau CTAV (agglomération valentinoise) a fusionné avec le réseau Citébus (Romans-sur-Isère) afin de former un seul et unique réseau qui dessert les 64 communes de l'autorité organisatrice de la mobilité (AOM) connue sous le nom de Valence Romans Déplacements (VRD). Ce nouveau réseau optimisé se nomme Citéa. Il est exploité par le groupe Transdev.
- Libélo est un système de vélocation en libre service et en location longue durée de l'agglomération de Valence. Le projet est financé par Valence-Romans Sud Rhône-Alpes et fut inauguré le 28 mars 2010. Il comprend 200 vélos sur le concept Smoove répartis sur vingt stations à travers les communes de Valence, Guilherand-Granges et Bourg-lès-Valence. Libélo est géré par Citéa.